# Любішевиці
Любішевиці (пол. Lubiszewice) — село в Польщі, у гміні Поддембиці Поддембицького повіту Лодзинського воєводства.
Населення — 105 осіб (2011).
У 1975-1998 роках село належало до Серадзького воєводства.

## Демографія
Демографічна структура станом на 31 березня 2011 року:
|          | Загалом | Допрацездатний вік | Працездатний вік | Постпрацездатний вік |
| -------- | ------- | ------------------ | ---------------- | -------------------- |
| Чоловіки | 50      | 6                  | 40               | 4                    |
| Жінки    | 55      | 5                  | 35               | 15                   |
| Разом    | 105     | 11                 | 75               | 19                   |